# كومباكترون

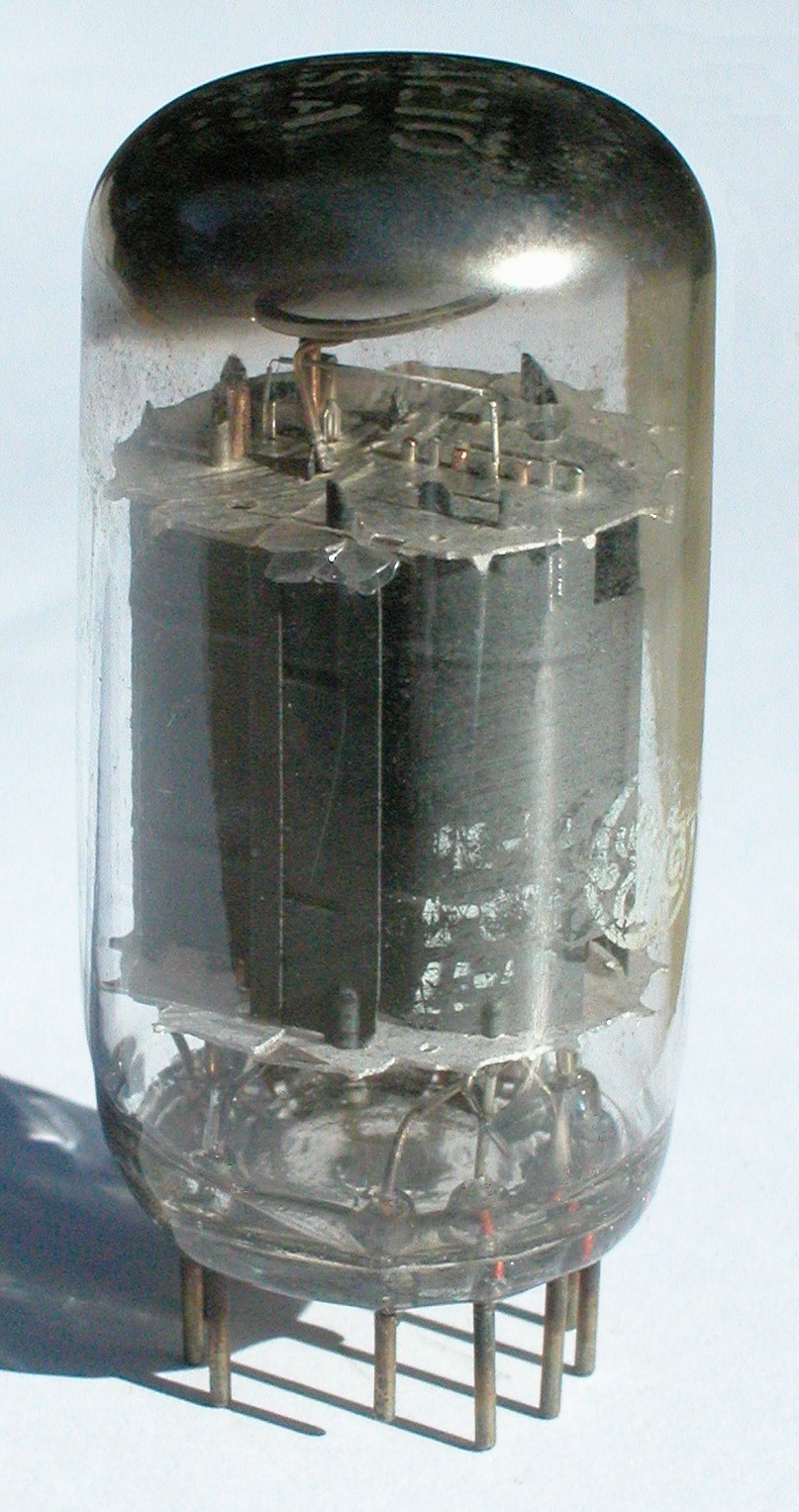
أنبوب 12AE10 كومباكترون (خماسي مزدوج)، من صنع GE

كومباكترون وبالإنجليزية (Compactron) هي نوع من الصمامات الحرارية، أو الأنبوب المفرغ، والتي تحتوي على هياكل أقطاب متعددة معبأة في حاوية واحدة. تم تصميمها للتنافس مع إلكترونيات الترانزستور المبكرة واستخدمت في أجهزة التلفزيون والراديو والأدوار المماثلة.

## التاريخ
كان كومباكترون اسمًا تجاريًا مطبقًا على أنابيب هيكل متعددة الأقطاب تم إنشاؤها خصيصًا على قاعدة ديوديكر ذات 12 سنًا. تم تقديم عائلة الأنابيب المفرغة هذه في عام 1961 من قبل شركة جنرال إلكتريك في أوينسبورو، كنتاكي  للتنافس مع الإلكترونيات الترانزستور أثناء انتقال الحالة الصلبة. كانت أجهزة التلفزيون أحد التطبيقات الأساسية. كانت فكرة الأنابيب متعددة الأقطاب نفسها بعيدة كل البعد عن أن تكون جديدة، وبالفعل كانت شركة Loewe الألمانية تنتج أنابيب متعددة الأقطاب منذ عام 1926، بل إنها تضمنت أيضًا جميع المكونات السلبية المطلوبة.
كان الاستخدام سائدًا في أجهزة التلفزيون لأن الترانزستورات كانت بطيئة في تحقيق القدرات العالية للطاقة والتردد اللازمة خاصة في أجهزة التلفزيون الملون. تم تصميم أول تلفزيون ملون محمول، وهو جنرال إلكتريك بورتا كولور، باستخدام 13 أنبوبًا، 10 منها كانت مدمجة. حتى قبل الكشف عن تصميم الضاغط، استخدمت جميع المعدات الإلكترونية القائمة على الأنابيب تقريبًا أنابيب متعددة الأقطاب من نوع أو آخر. في الواقع، استخدم كل جهاز استقبال راديو AM / FM في الخمسينيات والستينيات أنبوب 6AK8 (EABC80) (أو ما يعادله) يتكون من ثلاثة صمامات ثنائية وثلاثي تم تصميمه في عام 195.
ساعد تصميم الصمام المدمج الخاص بـ كومباكترون على تقليل استهلاك الطاقة وتوليد الحرارة (كان من المفترض أن تستخدم أنابيب الدوائر المتكاملة للترانزستورات). تم استخدام المكابس أيضًا في عدد قليل من أجهزة ستريو Hi-Fi المتطورة. تم استخدامها أيضًا من قبل شركة أمبيغ لمكبرات الجيتار في بعض مضخمات الجيتار الخاصة بهم. لا توجد أنظمة Hi-Fi حديثة تعتمد على الأنبوب معروفة باستخدام هذا النوع من الأنابيب، حيث ملأت الأنابيب الأبسط والمتاحة بسهولة هذا المكان مرة أخرى. يتم استخدام أنبوب واحد، 7868، في بعض أنظمة Hi-Fi المصنوعة اليوم. هذا الأنبوب هو أنبوب نوفار. لها نفس الأبعاد الفيزيائية مثل المكبس، لكن لها قاعدة ذات 9 سنون. يوجد طرف العادم في الجزء العلوي أو السفلي من الأنبوب، حسب تفضيل الشركة المصنعة. يتم إنتاجه حاليًا بواسطة
الكترو-هارمونيكس. (يستخدم مضخم الطاقة الجديد، الفوق الخطي الخاص بـ أنبوب صوتي خطي، 4 أنابيب مدمجة 17JN6 كأنبوب طاقة في الأمبير.) يولد أمبير 20 واط من الطاقة مع أنابيب التلفزيون الرخيصة هذه.

## الميزات البارزة

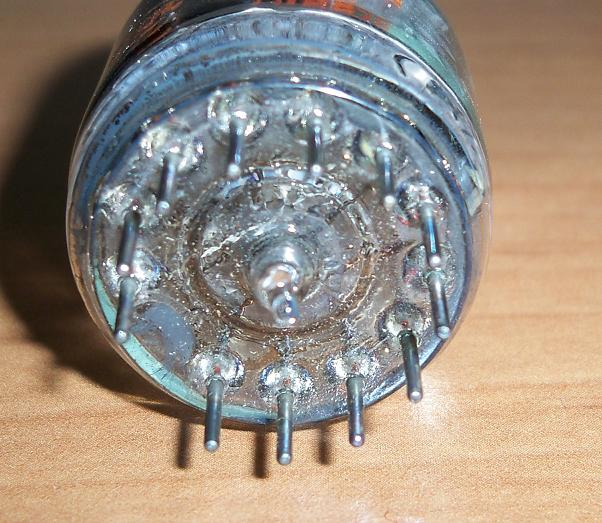
يقع طرف الإخلاء في وسط نمط الدبوس الدائري.

السمة المميزة لمعظم الكماكات هو وضع طرف الإخلاء على الطرف السفلي، بدلاً من الطرف العلوي كما كان معتادًا مع الأنابيب «المصغرة»، ونمط دبوس دائري مميز بقطر 3/4 بوصة.
- تراوحت معظم الكواكب في قطر مغلف زجاجي من 11⁄8 "إلى 23⁄4 "هذا يتوقف على التكوين الداخلي. تم إجراء تغييرات في تصميم كومباكترون بواسطة سيلفينا وبعض الشركات اليابانية.

## أمثلة
تتضمن أمثلة أنواع أنواع كومباكترون ما يلي:
- 6AG11 ديود مزدوج مشابه لـ 6AL5، صمام ثنائي مزدوج عالي مو مشابه لـ 12AT7 . مصممة لخدمة تعدد إرسال ستيريو FM.
- 6BK11 الثلاثي الثلاثي. اثنان من الصمامات الثلاثية تشبه 12AX7 وواحد منها يشبه 5751.
- الصمام الثلاثي 6C10 عالي الجودة لمضخمات مصفوفة الألوان في التلفزيون من إنتاج سيلفاينا، إلخ... لا علاقة له بـ اديسون سوان (فيما بعد مازدا) 6C10 ثلاثي-سداسي
- 6M11 الصمام الثنائي المزدوج - بنتود. مصممة لفواصل المزامنة ودارات مكبر الصوت AGC.
- 6K11 الثلاثي الثلاثي. مصممة لفواصل المزامنة ودارات مكبر الصوت AGC.
- 6LF6 شعاع الطاقة بينتادو مع غطاء الأنود. مصممة لخدمة الإخراج الأفقي.
- 8B10 الصمام الثنائي المزدوج - الصمام الثنائي المزدوج. مصمم لخدمة كاشف الطور الأفقي وخدمة المذبذب الأفقي.
- 12AE10 التوأم الخماسي. مصمم لمميز / كاشف FM وإخراج الصوت.
- 38HK7 الصمام الثنائي الخماسي. مصممة لخدمة الإخراج الأفقية وكصمام ثنائي مثبط
- 1AD2 ديود عالي الجهد، يستخدم في تصحيح محول فليبلاك

نظرًا لتطبيقاتها المحددة في الدوائر التلفزيونية، تم إنتاج العديد من أنواع كومباكترون المختلفة. تم تعيين جميعهم تقريبًا باستخدام أرقام الأنابيب القياسية الأمريكية.

## التقدم التكنولوجي
استحوذت الدوائر المتكاملة (من النوع التناظري والرقمي) تدريجياً على جميع الوظائف التي تم تصميم جهاز كومباكترون من أجلها. استخدمت أجهزة التلفزيون «الهجينة» التي تم إنتاجها في أوائل السبعينيات وحتى منتصفها مجموعة من الأنابيب (عادةً مدمجة)، والترانزستورات، والدوائر المتكاملة في نفس المجموعة. بحلول منتصف الثمانينيات من القرن الماضي، كان هذا النوع من الأنابيب عتيقًا وظيفيًا. لا توجد أجهزة الضغط ببساطة في أي أجهزة تلفزيون مصممة بعد عام 1986. تم رفض الاستخدامات المتخصصة الأخرى للأنبوب بالتوازي مع تصنيع أجهزة التلفزيون. توقف تصنيع الكرات في أوائل التسعينيات. من السهل العثور على بدائل مخزون قديمة جديدة لجميع أنواع كومباكترون المنتجة تقريبًا للبيع على الإنترنت. 